# Vignemont
Vignemont ist eine französische Gemeinde mit 420 Einwohnern (Stand: 1. Januar 2022) im Département Oise in der Region Hauts-de-France (vor 2016 Picardie). Sie gehört zum Arrondissement Compiègne und zum Kanton Estrées-Saint-Denis (bis 2015 Ressons-sur-Matz). 

## Geographie
Vignemont liegt etwa zwölf Kilometer nordnordwestlich von Compiègne. Umgeben wird Vignemont von den Nachbargemeinden Marquéglise im Norden und Nordwesten, Vandélicourt im Osten und Nordosten, Villers-sur-Coudon im Osten und Südosten, Braisnes-sur-Aronde im Süden sowie Antheuil-Portes im Westen.

## Bevölkerungsentwicklung
| Jahr                      | 1962 | 1968 | 1975 | 1982 | 1990 | 1999 | 2006 | 2013 |
| Einwohner                 | 211  | 279  | 289  | 336  | 371  | 409  | 387  | 416  |
| Quelle: Cassini und INSEE |      |      |      |      |      |      |      |      |

## Sehenswürdigkeiten
- Kirche Nativité-de-Notre-Dame
- Französischer Nationalfriedhof mit über 3000 Gräbern
- Deutscher Soldatenfriedhof mit über 5300 Toten